# Craspedolepta furcata
Craspedolepta furcata är en insektsart som först beskrevs av Caldwell 1936.  Craspedolepta furcata ingår i släktet Craspedolepta och familjen rundbladloppor. Inga underarter finns listade i Catalogue of Life.